# House of Usher (phim)
House of Usher (tên khác The Fall of the House of Usher) là một phim kinh dị do Roger Corman đạo diễn, xuất phẩm ngày 18 tháng 06 năm 1960 tại Los Angeles.
Truyện phim phỏng theo truyện ngắn "Sự sụp đổ của dòng họ Usher" của tác giả Edgar Allan Poe.

## Nội dung
Một vị khách vô danh, và cũng là người kể chuyện, đến nhà một người bạn của mình là Roderick Usher sau khi nhận được một lá thư đến từ một vùng xa xôi hẻo lành. Trong thư, Roderick đã than phiền về bệnh tật của mình và nhờ xin sự giúp đỡ từ người bạn của mình. Khi vị khách tới nơi, anh ta để ý một vết nứt hẹp dài chạy dài từ mái nhà ra sân và đến tận cái hồ nước trước nhà.
Người dẫn truyện nhận ra rằng người em song sinh của Roderick là Madeline cũng đang bị bệnh chứng bắt thế và trong tình trạng thần trí hôn mê như người đã chết. Đồng thời, người thuật truyện cũng biết được rằng Roderick và Madeline là hai thành viên cuối cùng của dòng họ Usher.
Trong thời gian người dẫn truyện sống tại biệt thự nhà Usher, anh đã bị ấn tượng bởi những bức tranh mà Roderick đã vẽ. Đồng thời, anh cũng cố gắng giúp bạn của mình vui lên bằng cách đọc truyện và lắng nghe những tác phẩm guitar ngẫu hứng của Roderick. Với bạn của mình, Roderick đã ngâm bài The Haunted Palace, và kể với người dẫn truyện rằng anh tin là ngôi nhà của anh là một thực thể sống, và lý do nhận thức này bắt nguồn từ sự sắp xếp của khối xây và thảm thực vật xung quanh căn biệt thư. Ngoài ra, Roderick cũng tin rằng số mệnh của anh được gắn kết với ngôi nhà của dòng họ.
Sau một thời gian, Roderick thông báo với người dẫn truyện rằng em gái của anh đã qua đời, và anh đã quyết định tạm thời để xác em mình trong hầm ngay dưới căn biệt thự trong hai tuần trước khi được vĩnh viễn chôn cất ở nghĩ trang. Người dẫn truyện giúp Roderick khiên quan tài của em mình xuống hầm và để ý thấy gò má của Madeline vẫn còn đỏ hồng - điều mà chỉ một vài người có sau khi đã chết. Một vài tuần sau mai táng Madeline, cả hai nhân vật nhận thấy rằng bản thân trở nên ngày càng cáu gắt ngay cả khi không có lý do rõ ràng. Một cơn bão ập đến và Roderick đi đến phòng ngủ của người dẫn truyện. Căn phòng năm ngay trên phần hầm mà họ chôn cất Madeline. Trong căn phòng đó, Roderick đã chạy đến và mở toang cánh cửa sổ nhìn ra hướng cơn bão. Roderick nhận thấy rằng hồ nước xung quanh ngôi nhà dường như đang phát sáng trong bóng tối, như trong những bức tranh mà Roderick đã vẽ, mặc dầu không có tia sét nào lóe sáng lúc này.
Người dẫn truyện cố gắng giúp Roderick bình tĩnh lại bằng cách đọc to The Mad Trist, một cuốn tiểu thuyết viết về một kị sĩ tên Ethelred - người đã đột nhập vào nơi ở của người ẩn sĩ để tránh cơn bão đang đến trong hành trình tìm cung điện bằng vàng được canh giữ bởi một con rồng. Tại đây, Ethelred đã tìm thấy một chiếc khiên bằng đồng tỏa sáng cùng với một huyền thoại về chiếc khiên này trên bức tường.
Với một đòn tấn công từ chiếc chùy của mình, Ethelred đã hạ gục con rồng - sinh vật đã chết với một tiếng thét chói tai. Người hiệp sĩ tiến tới để nhặt chiếc khiên - thứ vũ khí vừa rơi xuông đất với một tiếng kêu thất thanh.
Trong lúc người dẫn truyện đọc về sự tiến vào mạnh dạn của người hiệp sĩ, những tiếng nứt và xé phát ra từ một góc nào đó của ngôi nhà. Khi mà con rồng chết sau tiếng thét của nó, người kể chuyện lại nghe một tiếng thét khác phát ra từ trong ngôi nhà. Và khi chiếc khiên từ trong câu chuyện rơi xuông, một tiếng kêu rỗng và vang vọng của một vật dụng kim loại cũng được người dẫn chuyện nghe thấy. Roderick ngày càng trở nên cuồng loạn hơn, và cuối cùng, anh ta la lên rằng chính em gái anh - người vẫn còn sống khi được chôn cât - đã gây nên những âm thanh đó.
Roderick biết rằng bằng một cách nào đó, em gái anh vẫn còn sống. Sau đó, cánh cửa phòng ngủ bị bật tung và Madeline hiện ra. Cô ngã vào người anh mình, và cả hai người ngã xuống đất như hai xác chết. Người dẫn chuyện bỏ chạy khỏi ngôi nhà. Khi đang chạy, anh chợt thấy một tia sáng từ ánh phía sau lưng anh, và điều đó đã khiến anh xoay người lại. Đúng lúc đó, ánh trăng đang chiếu qua vết nứt đang lớn dần của của căn nhà. Người dẫn truyện chứng kiến ngôi nhà của dòng họ Usher bị chia tách làm đôi, và những mảnh vở của ngôi nhà chìm sâu xuống hồ nước.

## Kĩ thuật
Phim được thực hiện tại đồi Hollywood và phim trường Raleigh đầu năm 1960 với kinh phí 300 ngàn USD.

### Sản xuất
- Thiết kế: Daniel Haller
- Trang trí: Harry Reif
- Trang điểm: Fred B. Phillips
- Hòa âm: Alfred R. Bird, Philip Mitchell
- Hiệu ứng: Pat Dinga
- Nhạc công: Eve Newman, Les Baxter, Pete Carpenter, Lea Sohn, Herman Clebanoff, Caesar Giovannini, Victor Gottlieb, Milt Holland, Anatol Kaminsky, Armand Kaproff, Nathan Kaproff, Milton Kestenbaum, Sergey Labroff, Ray Linn, Sinclair Lott, Karl Lonegan, Ken Lowman, Edgar Lustgarten, Virginia Majewski, Elvis Chauron, Jack Marsh, Erno Neufeld, Dorothy Remsen, Sylvia Ruderman, Ambrose Russo, Eudice Shapiro, Eleanor Slatkin, Felix Slatkin

### Diễn xuất
- Vincent Price... Roderick Usher
- Myrna Fahey... Madeline Usher
- Mark Damon... Philip Winthrop
- Harry Ellerbe... Bristol
- David Andar... Ma
- Mario Bellini... Ma
- Bill Borzage... Ma
- Eleanor LeFaber... Ma
- Nadajan... Ma
- Ruth Oklander... Ma
- George Paul... Ma
- Géraldine Paulette... Ma
- Phil Sulvestre... Ma
- John Zimeas... Ma

## Nhạc nền
| STT              | Nhan đề                      | Thời lượng |
| ---------------- | ---------------------------- | ---------- |
| 1.               | "Overture"                   | 3:03       |
| 2.               | "Main Title"                 | 2:00       |
| 3.               | "Roderick Usher"             | 4:02       |
| 4.               | "Madeline Usher"             | 2:50       |
| 5.               | "Tormented"                  | 2:24       |
| 6.               | "Lute Song"                  | 1:00       |
| 7.               | "Reluctance"                 | 3:58       |
| 8.               | "The Sleepwalker"            | 4:12       |
| 9.               | "The Vault"                  | 2:36       |
| 10.              | "The Ancestors"              | 2:58       |
| 11.              | "House of Evil"              | 4:53       |
| 12.              | "Catalepsy"                  | 4:13       |
| 13.              | "Pallbearers"                | 2:03       |
| 14.              | "Buried Alive"               | 8:14       |
| 15.              | "Fall of The House of Usher" | 13:50      |
| Tổng thời lượng: | Tổng thời lượng:             | 1:02:16    |